# Ao, le dernier Néandertal
 (juillet 2022).
Pour plus de détails, voir Fiche technique et Distribution.
Ao, le dernier Néandertal est un film français réalisé par Jacques Malaterre, sorti en 2010.
Il s'agit d'une adaptation du roman en 3 tomes de Marc Klapczynski, Ao l'homme ancien publié aux éditions Aubéron.
Il s'agit du premier long métrage de fiction de Jacques Malaterre, qui avait réalisé précédemment des docu-fictions sur la Préhistoire et l'évolution de l'homme, notamment L'Odyssée de l'espèce, Homo sapiens et Le Sacre de l'homme.
Pendant trois cent mille ans, les Néandertaliens ont occupé l'Europe, mais leur espèce tend à disparaître : elle ne compte qu'un seul représentant, Ao. Son clan ayant été anéanti par des Homo sapiens, Ao commence à errer, sans cesse poursuivi par la vision de son frère Oa et décidé à revenir dans son vieux clan paternel. Il est capturé par une tribu d’Homo sapiens hostiles et fait la connaissance d’Aki, une femme Homo sapiens prisonnière. Tous les deux réussissent à s'échapper et avec le temps, après la méfiance et la suspicion que la femme avait initialement éprouvé envers cet homme différent, Ao et Aki commencent à se connaître et à se comprendre. À la fin Ao découvre qu'il est le dernier des Néandertaliens, mais il lui reste sa compagne, Aki, et les fruits de leur amour : sa petite fille et un nouvel enfant qui s’annonce.

## Synopsis
Le film se déroule il y a environ 30 000 ans avant Jésus Christ et se concentre sur la période de coexistence entre les Néandertaliens et les Cro-Magnons, où les deux populations partageaient certaines parties du paysage eurasien.
Le film commence dans le nord de la Sibérie avec deux Néandertaliens ; Aō et Boorh livrent de la nourriture à leur clan après avoir chassé des herbivores (probablement des wapitis). Une fois arrivés dans leur grotte, ils se rendent compte que la femme d'Ao est en train de donner naissance à leur fille, qu'Ao nomme Néā. Un jour, un ours polaire attaque et tue un homme qui gardait leur grotte. Ao et Boorh s'en prennent à lui pour venger leur camarade chasseur. Ao réussit à tuer l'ours, mais Boorh est tué dans le processus. De retour de chasse, Ao découvre que son clan, dont sa femme et leur jeune Néa, ont été massacrés dans leur grotte (pour une raison qui restera inconnue) par les humains anatomiquement modernes arrivés dans le paysage. Alors qu'Ao pleure sa famille, une bande de chasseurs de Cro-Magnon l'attaque. Ao parvient à les maîtriser, mais décide d'épargner leur vie et de leur permettre de s'échapper. Alors qu'Ao continue de pleurer, il joue de sa flûte en os et se souvient de son enfance avec son clan d'origine près de l'océan dans le sud de la péninsule ibérique. Son clan étant mort, Ao décide de quitter son avant-poste dans la toundra glaciale et aride de Sibérie, pour retrouver son frère Oā dans le sud où il est né. Tout au long de son voyage, il a des visions de son frère jumeau jouant du tambour à bûches.
Au cours de son voyage près du nord de l'Europe, Ao tombe dans une fosse creusée couverte de feuilles alors qu'il chassait un sanglier. Il rencontre un groupe de chasseurs de Cro-Magnon qui l'aident, mais Ao est ensuite assommé par la femme en chef, Unāk. Ao est retenu captif par le groupe d'humains modernes qui participent aux sacrifices humains. Ils l'enferment dans une salle de stockage remplie de cadavres provenant de sacrifices passés. Il rencontre une femme enceinte Homo Sapiens d'une autre tribu, nommée Āki. Aki et son mari, Aka, ont été kidnappés dans leur pays natal. Aka est exécuté (ou sacrifié) par le chef, Agūk ; avec Aki, impuissante, qui le regardait, criant pour lui. Après avoir été témoin du meurtre d'Aka, Ao décide de s'échapper à l'aide d'un nid de guêpes qu'il a trouvé sur un arbre dans le camping de ses ennemis. Se couvrant de boue après avoir rompu ses liens, il fait tomber le nid de guêpes pour laisser l'essaim en colère distraire ses ennemis assez longtemps pour qu'il puisse s'échapper.
À son insu, Aki le suivit tranquillement jusqu'à ce qu'il s'endorme dans une grotte. Ao se réveille après avoir entendu des sons étranges. Craignant que ce ne soient ses poursuivants, il éteint son feu de camp et part enquêter. Il découvre Aki gémissant et criant dans une partie isolée de la grotte alors qu'elle donne naissance à sa fille Wāmā. Témoin de cela, Ao croit que le nouveau-né est la réincarnation de sa fille décédée, Néa. Tous deux restent brièvement dans la grotte mais restent éloignés l’un de l’autre. Alors qu'Aki observe l'intérêt d'Ao pour sa fille, ne comprenant pas pourquoi en raison de la barrière de la langue, elle se méfie d'Ao. Au milieu de la nuit, Ao emmène Wama pendant qu'Aki dort. Dans la matinée, Aki, en détresse, jure de reprendre sa fille et suit les traces d'Ao pour récupérer son enfant volé. Ao fait de son mieux pour prendre soin du bébé, mais se rend compte qu'il ne peut pas garder un nouveau-né en vie sans que sa mère allaite Wama. Aki arrive au lieu de repos d'Ao et se cache derrière une colline, attendant le bon moment pour attaquer Ao. À leur insu, Agūk, Unāk et une poignée de guerriers de la tribu sont sur leurs traces. Pendant qu'Ao se repose avec Wama, Aki court vers lui avec sa lance afin de le tuer. Ao parvient à échapper à sa frappe en roulant. Aki attrape alors son bébé et s'enfuit, mais son chemin est bloqué par Agūk et ses hommes. Alors qu'Ao combat les guerriers, Aki affronte Unāk qui l'assomme. Avant de pouvoir tuer Aki et le bébé, Ao prend sa défense ainsi que celle de Wama et assomme Unāk. Agūk voit cela et prend Ao de front, poing contre poing. L’homme de Néandertal, plus fort, remporte le combat et fait reculer les guerriers vaincus.
Après avoir vaincu les guerriers de Cro-Magnon en maraude, Ao continue son voyage vers son lieu de naissance avec Aki, captive. Réalisant que Wama a besoin de sa mère pour rester en vie, Ao permet à Aki de nourrir sa fille, mais il garde le bébé près de lui à tout moment pour empêcher Aki de s'enfuir avec le bébé. Il pousse Aki devant lui pendant qu'ils voyagent pour qu'il puisse la surveiller. Au fil du temps, Ao devient très malade. Alors que le couple traverse une zone marécageuse, Ao a une quinte de toux et se noie presque dans l'eau. Aki parvient à attraper Wama d'Ao, mais il la retient et lui ordonne de rejoindre la terre ferme. Alors qu'ils arrivent au rivage, Ao est encore plus malade et trop faible pour empêcher Aki de fuir avec son enfant. Elle retourne dans l'eau en direction de son pays natal, mais ensuite, par pitié pour l'étranger gravement malade, décide de ne pas laisser mourir Ao, qui s'effondre désormais sur le sol. Aki transporte l'homme inconscient dans un camping abandonné et commence à soigner Ao. Dans le camp, elle trouve un propulseur ainsi que d'autres provisions dont elle aura besoin.
Quelque temps plus tard, Ao se réveille mieux que jamais grâce aux soins d'Aki et montre plus de respect envers la femme. Le même jour, les hommes d’Aguk les rattrapent et les poursuivent dans une grotte aux multiples passages. Aki parvient à en tuer un avec son lance-lance et Ao parvient à tuer les autres dans un tunnel étroit en remplissant la petite sortie avec un morceau brûlant de sa peau d'ours polaire, étouffant ainsi les guerriers incapables de sortir en rampant. Aki guide Ao dans une chambre décorée de dessins rupestres. Ao, qui n'a jamais vu de dessins rupestres auparavant, prend une peinture pour un vrai rhinocéros, mais Aki le rassure : ce n'est qu'une peinture. Elle lui apprend à faire des empreintes de main en crachant de la peinture jaune sur sa main pour créer une empreinte négative, puis trempe sa main dans de la peinture rouge. Elle le place ensuite sur son tableau. Cette leçon de peinture plante les graines de leur relation non conventionnelle. Aki et Ao, au fil du temps, apprennent à se comprendre et à se faire confiance. Aki lui apprend même à utiliser le lance-lance et lui permet de créer des liens avec Wama, qu'il appelle toujours Nēa.
En arrivant en Europe centrale, ils tombent sur une gigantesque caverne remplie de squelettes de mammouths parfaitement intacts et servant d'habitation à une autre tribu de Cro-Magnon. Les logements en os de mammouth sont remplis de crânes humains ; des crânes de Néandertal. Pendant qu'Ao enquête sur le camp, Aki se lave nue dans une piscine peu profonde. Ao est excité par cela et veut s'accoupler avec elle, mais elle le rejette. Avant que quoi que ce soit n'arrive, un vieil homme de Néandertal qui les observait assomme Ao. Le vieil homme est visiblement seul. Il semble également perdre son emprise sur la raison car il semble désespéré de chercher de la compagnie. Quand Ao se réveille, la petite tribu est revenue avec sa récente chasse. Le vieil homme s'approche d'eux dans l'espoir d'être accueilli. Il est cependant rejeté en raison de ses traits étranges et de son comportement étrange. Aki se présente au chef et est accueillie dans la tribu avec Wama. Les gens de la tribu s’offusquent alors de la présence d’Ao et lui jettent des pierres. Aki, se sentant trahi par les avances d'Ao à son égard, lui jette avec colère son écharpe d'ours polaire et lui crie de partir et que Wama lui appartient. Réalisant que ce qu'il lui a fait était mal et que Wama n'est pas vraiment Nēa, Ao sort lentement de la grotte, honteux, avec le vieil homme qui lui jette également des pierres pendant la nuit, au-dessus de la caverne de la tribu. Ao campe pour la nuit. Le vieil homme tend à Ao un crâne de Néandertal puis rit d'un air maniaque alors qu'il se glisse dans le noir. Ao joue alors tristement de sa flûte en os à la vision d'Oa jouant de son tambour à bûches.
De retour au camp, Aki est presque exploitée par le chef de la tribu. Elle le combat et sort en trombe de la tente avec son bébé. Elle ressent un profond regret d'avoir renvoyé Ao et il lui manque. Ao, par frustration et désir ardent pour Aki, jette sa peau d'ours polaire dans un puits qui retombe dans le camp devant Aki. Aki se repose malheureusement dessus pour se sentir proche d'Ao. Au matin, Aki remarque que les plus jeunes membres de la tribu ainsi que le vieil homme ont pris la fourrure d'Ao et reconstituent les événements de l'autre jour. Elle ressent du ressentiment envers la tribu et décide de courir après Ao. Ao, essayant d'attraper un lapin, est surpris par le retour d'Aki, mais est toujours en conflit sur ses intentions. Il essaie de s'éloigner d'elle, mais Aki court désespérément après lui tout en le suppliant de ne pas partir sans elle. Elle place même Wama dans ses bras pour lui montrer qu'elle lui pardonne. Les deux se réconcilient alors et continuent leur voyage.
Ao et Aki traversent un vaste désert en direction du sud de la péninsule ibérique, la patrie d'Ao. Plus loin dans le voyage, les deux humains rencontrent un troupeau de chevaux sauvages des steppes. Avec la chaleur du désert qui leur fait des ravages, Aki et Ao se reposent pour nourrir Wama, mais Aki découvre qu'elle a perdu son lait à cause de la déshydratation. N'ayant aucun moyen de garder Wama en vie, Aki sombre dans le désespoir et Ao est ravagé par la peur pour Aki et le bébé. En désespoir de cause, Ao part à la recherche d'un moyen de les sauver et trouve une jument avec un poulain allaitant. Il est capable de conduire les animaux là où se trouve Aki. Les deux parviennent à nourrir Wama ainsi qu'eux-mêmes avec le lait de jument. Quand ils en ont eu assez, Ao remercie la jument et renvoie les animaux. Alors qu'Aki et Ao regardent les chevaux partir, il commence à pleuvoir. Pendant l'orage, les deux tourtereaux font l'amour sous la pluie et forment un couple.
Alors qu'ils atteignent l'Europe du Sud, Ao retrouve enfin son lieu de naissance. Cependant, il apprend vite que son frère jumeau Oa, ainsi que tout son clan, sont déjà rongés par une maladie qui est entrée dans leur grotte. Ao est, au moins symboliquement, le seul survivant des Néandertaliens. Il est frappé par le chagrin et envisage de sauter d'une falaise jusqu'à sa mort. Aki, désespérée de l'arrêter, lui dit que Nēa a besoin de lui. Alors qu'il se tourne pour aller vers elle, une rafale de vent le pousse par-dessus bord tandis qu'Aki crie de désespoir ; croyant qu'il est tombé jusqu'à la mort. Ao, cependant, a tenu bon et parvient à se relever. Il se précipite vers Aki et Wama, et le couple s'embrasse et s'embrasse joyeusement.
Quatre ans plus tard, ostracisés par d'autres tribus, Ao et Aki atteignent le sud de la péninsule ibérique pour s'installer et élever leur famille dans la solitude, à proximité des derniers signes connus de vie néandertalienne sur Terre. Ao porte la fillette maintenant âgée de quatre ans, renommée Nēa, sur ses épaules vers la plage avec Aki marchant derrière eux, enceinte du fils d'Ao, le demi-frère de Nēa. Alors que la petite famille profite de se détendre sur la plage rocheuse, Ao et Nėa posent leur tête sur le gros ventre d'Aki, écoutant les battements de cœur de l'enfant à naître.

## Fiche technique
Sauf indication contraire, les informations mentionnées dans cette section peuvent être confirmées par la base de données cinématographiques IMDb,  présente dans la section « Liens externes ».
- Titre original : Ao, le dernier Néandertal
- Réalisation : Jacques Malaterre
- Scénario et adaptation : Jacques Malaterre, Michel Fessler et Philippe Isard, d'après le roman Ao, l'homme ancien de Marc Klapczynski
- Musique : Armand Amar
- Décors : Christian Marti
- Costumes : Jean-Daniel Vuillermoz
- Photographie : Sabine Lancelin
- Son : Jean-Luc Verdier, Thomas Gauder, Pierre-Yves Lavoué, Olivier Walczak, Sébastien Wera
- Montage : Jennifer Augé
- Production : Yves Marmion
  - Production déléguée : Patrick Sandrin
- Sociétés de production[1] : UGC YM, en coproduction avec France 2 Cinéma, en association avec Cofinova 6 et Sofica UGC 1, avec la participation de Canal+, TPS Star, France Télévisions, la société des producteurs de cinéma et de télévision et l'association des producteurs de cinéma (Angoa-Agicoa)
- Sociétés de distribution[2] : UGC Distribution (France) ; CNC - Coopérative Nouveau Cinéma (Belgique) ; JMH Distributions SA (Suisse romande)
- Budget : 13,4 millions d' €[3]
- Pays de production :  France
- Langues originales : français et langues préhistoriques réinventées
- Format[4] : couleur - 35 mm
- Genre : Aventure et historique
- Durée : 84 minutes
- Dates de sortie[5] :
  - France, Suisse romande : 29 septembre 2010[6]
  - Belgique : 15 décembre 2010[7]
- Classification[8] :
  - France : tous publics (conseillé à partir de 8 ans)[9],[10]
  - Belgique : tous publics (Alle Leeftijden)[7]
  - Suisse romande : interdit aux moins de 12 ans[11]

## Distribution
Sauf indication contraire, les informations mentionnées dans cette section peuvent être confirmées par la base de données cinématographiques IMDb,  présente dans la section « Liens externes ».
- Simon Paul Sutton : Ao (un Néandertalien dont le clan a été massacré) / Oa (son frère jumeau)
- Aruna Shields : Aki
- Craig Morris : Boorh, un membre du clan d'Ao / Itkio
- Vesela Kazakova : Unak
- Helmi Dridi : Aguk
- Yavor Veselinov : Aka
- Ilian Ivanov : Ao (à neuf ans)
- Sara Malaterre : Wana / Nea (la fille d'Ao et d'Aki à quatre ans)
- Agie : l'ourse blanche

## Accueil
À sa sortie, Ao, le dernier Néandertal a reçu des critiques mixtes, autant de la part des spectateurs que de la presse professionnelle. Le site web AlloCiné offre une moyenne de 2,41/5 au film à partir de 17 notes de titres de presse française.
Le public a boudé le film, puisqu'il n'a attiré que 234 203 spectateurs sur quatre semaines, sachant que de nombreux cinémas ont déprogrammé le film au bout de deux semaines seulement.

## Distinctions

### Sélections
- Festival du premier film francophone de La Ciotat : Longs métrages - Hors compétition pour Jacques Malaterre[14].

## Parallèles avecLa Guerre du feu
Comme ceux de La Guerre du feu de Jean-Jacques Annaud, les personnages du film utilisent des langages imaginés, sans sous-titres. En revanche des voix off traduisent la pensée des personnages et facilitent ainsi la compréhension de l'action.
Les noms des deux personnages principaux imaginés par Marc Klapczynski, Ao et Aki, sont proches de ceux des deux personnages principaux de La Guerre du feu, Naoh et Ika.